# Lingue ciukotko-kamciatke
Le lingue ciukotko-kamciatke, dette anche dei Čukči e della Kamčatka, luoravetliche o paleoartiche, sono una piccola famiglia linguistica composta da 5 lingue parlate in alcune zone  della Siberia nord-orientale che corrispondono all'incirca ai territori di Kamčatka e Čukotka.

## Storia
Le lingue ciukotko-kamciatke fanno parte della superfamiglia paleosiberiana, una sorta di "contenitore" di alcune lingue e gruppi linguistici isolati dell'Asia settentrionale, che sono i resti delle antiche lingue precedenti all'espansione uralo-altaica e con una protolingua distinta da quella nostratica.

## Classificazione
La famiglia si compone di cinque lingue ed è suddivisa in due gruppi, uno settentrionale ed uno meridionale.
- Il ramo settentrionale, chiamato ciukotko, è parlato in due regioni autonome che si trovano all'estremo Nord-Est della Russia, delimitato dal Pacifico e dall'artico. Esso comprende quattro lingue strettamente connesse:
  - Lingue del ramo ciukcio[2]:
    - Lingua ciukcia [codice ISO 639-3 ckt], chiamata anche Luorawetlan o Luoravetlan, parlato principalmente all'interno del Circondario autonomo di Čukotka.

  - Lingue del ramo coriaco-alutor:
    - Lingua coriaca [kpy], chiamata anche coriacca o nymylan, parlata nel Circondario dei Coriacchi della Kamčatka. Il dialetto principale è noto come Chavchuven Koryak.
    - Lingua alutor [alr], detta anche Aliutor o Alyutor, parlata anche in Koryakia.
    - Lingua kerek [krk], parlate lungo la costa meridionale della penisola dei Čukči.
- Il ramo meridionale, chiamato kamciatko o camciadalo, è parlato sulla penisola di Kamčatka. Attualmente sopravvive un unico linguaggio.
  - Lingua itelmena [itl], o Itelmen orientale, parlata nel Sud della Kamčatka da poche decine di persone, per lo più anziani, è una lingua in via di estinzione. Ci sono due dialetti: Sedanka, a Nord, e Hajrjuzovo (o Chajrjuzovo) a Sud.
  - Itelmen occidentale, che includeva la varietà del fiume Uka, e Itelmen meridionale sono estinti[3].